# 統合ATMスイッチングサービス
統合ATMスイッチングサービス（とうごうえーてぃーえむすいっちんぐさーびす）は、都市銀行や地方銀行などがそれぞれ独自に保有するCD/ATMを相互接続する中継システムの名称である。

## 概要
NTTデータが開発し、2004年1月4日に稼働を開始したNTTデータが提供するサービス。略称は統合ATM。統合ATMネットワークシステム、統合ATMシステムと呼ぶこともある。
統合ATMと接続している金融機関のATMやCDでは、別の接続行のキャッシュカードを使って、預金の引き出しや残高照会といった「提携サービス」を利用できる。
CD/ATMの提携サービスは、1970年代後半に同一地域を地盤とする金融機関が相互利用を始めたのが最初。その後、都銀間（BANCS）、地銀間（ACS）など業態ごとに相互利用を実現する中継システムが動き始めた。1990年2月には、業態別の中継システムを接続する「全国キャッシュサービス（MICS）」が稼働。地銀のATMで都銀のカードを使うといった提携サービスが実現した。
だが、MICSやBANCS、ACSなど複数の中継システムが並存するのは利用する銀行から見れば、多段構成となっており、コストの観点で効率が悪い。そこで、統合ATMへ集約する動きが出てきた。一方、業態センタとしてATM取引のみならず、内国為替取引も実施する信用金庫、信用組合、労働金庫、JAバンク・JFマリンバンク等は、多段構成が解消されるわけではないが、MICSシステムが維持できない等の理由により、統合ATMへの接続が進められた。
統合ATMが登場して以来、いわゆるネット銀行と従来の銀行等との相互提携も実現されている。

## 受取人口座確認
ATM、インターネットバンキングでの振込の際に、振込先の金融機関名・支店名・口座番号を入力することで、振込先受取人名が表示できる機能。受取人名を入力する手間が省け、誤入力や受取人名間違いによる振込エラーを防止することができる目的で提供されている。
ATMからの振込に際しての受取人口座確認は、MICS時代にも提供されていたが、インターネットバンキングやFBなどからの受取人口座確認は、2005年5月から提供されるようになった。
2014年5月からは、振込データ一括口座確認機能により給与振込・総合振込の事前口座確認が可能となった。